# Limnichus
Limnichus är ett släkte av skalbaggar som beskrevs av Pierre François Marie Auguste Dejean 1821. Limnichus ingår i familjen lerstrandbaggar.

## Dottertaxa tillLimnichus, i alfabetisk ordning[1][2]
- Limnichus aeneipennis
- Limnichus africanus
- Limnichus angustulus
- Limnichus astruci
- Limnichus ater
- Limnichus aurosericus
- Limnichus australis
- Limnichus brevior
- Limnichus coomani
- Limnichus cuneatus
- Limnichus curtus
- Limnichus decorus
- Limnichus demoulini
- Limnichus ellipticus
- Limnichus falsus
- Limnichus fragilicornis
- Limnichus fulvopubens
- Limnichus globosus
- Limnichus incanus
- Limnichus inornatus
- Limnichus javanicus
- Limnichus latiusculus
- Limnichus lederi
- Limnichus lewisi
- Limnichus longitarsis
- Limnichus marmoratus
- Limnichus mateui
- Limnichus micraspis
- Limnichus monticola
- Limnichus nigripes
- Limnichus obliteratus
- Limnichus palawanus
- Limnichus picinus
- Limnichus pruinosus
- Limnichus pumilio
- Limnichus punctatus
- Limnichus punctipennis
- Limnichus pygmaeus
- Limnichus ruficolor
- Limnichus rufipes
- Limnichus rufulopubens
- Limnichus rufus
- Limnichus saegeri
- Limnichus sericeus
- Limnichus subchalybeus
- Limnichus subelongatus
- Limnichus subnotatus
- Limnichus sulcatulus
- Limnichus tonkineus
- Limnichus trachyformis
- Limnichus turkestanicus
- Limnichus unistriatus
- Limnichus waelbroecki
- Limnichus vagegluttatus